# (2640) Хяллстрём
(2640) Хяллстрём (фин. Hällström) — астероид из группы главного пояса. Его открыла 18 марта 1941 года финский астроном Лииси Отерма в обсерватории города Турку и назвала в честь финского физика Густава Гёльстрёма.

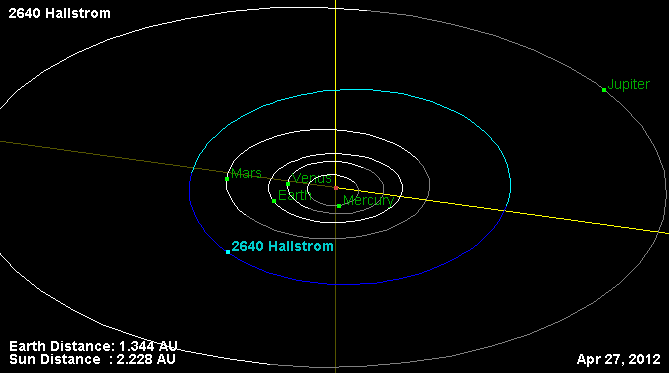
Орбита астероида Хяллстрём и его положение в Солнечной системе